# Chiesa dei Martiri
La chiesa dei Màrtiri (Nhà thờ Kính Nữ Vương Các Thánh Tử Đạo in vietnamita, église des Martyrs in francese), conosciuta anche come chiesa Cửa Bắc (Nhà thờ Cửa Bắc in vietnamita), è una chiesa cattolica di Hanoi. Dipende dall'arcidiocesi di Hanoi.

## Storia
La chiesa venne costruita nel 1932, ai tempi dell'Indocina francese, sul sito di una precedente chiesa della fine del XIX secolo nell'ambito della messa in atto di un nuovo piano urbanistico ideato da Ernest Hébrard. Edificata sotto l'episcopato di monsignor Gendreau della Società per le missioni estere di Parigi, la chiesa venne dedicato ai Martiri del Tonchino del XIX secolo, tra i quali il più conosciuto è san Théophane Vénard.